# Rock-a-Doodle
Rock-a-Doodle (prt: Rock-a-Doodle; bra: Chantecler - O Rei do Rock) é um filme de animação hiberno-britano-norte-americano de 1991, do gênero aventura cômico-musical, dirigido por Don Bluth, Gary Goldman e Dan Kuenster e misturando desenhos animados e filmagens em live action.

## Sinopse
O filme começa com um garoto chamado Edmundo, lendo um livro, e literalmente "entrando" na história. O livro contava a história de um galo de fazenda chamado Chantecler, que acredita que seu canto seja o responsável pelo nascimento diário do sol. Não só o galo mas todos os outros animais acreditavam nisso, o que tornava Chantecler bastante popular na fazenda onde ele mora. Mas em uma madrugada, enquanto todos na fazenda dormiam, o Grão-Duque dos Mochos (corujas), que detesta a luz do sol, manda um de seus capangas até a fazenda brigar com Chantecler, e empedi-lo de cantar para o sol. Chantecler consegue vence-lo, mas, com toda a agitação da briga, ele acaba se esquecendo de cantar para o sol, que já nascia sem o canto dele. Após perceberem que o sol podia nascer sem que Chantecler cantasse, todos os animais da fazenda o ridicularizam e o acusam de impostor. Triste com isso, Chantecler sai da fazenda e vai para a cidade, onde encontra uma raposa que passa a ser seu empresário, e o lança em uma carreira de cantor. Enquanto isso na fazenda, o sol deixa de brilhar e uma forte chuva começa, provocando uma grande inundação, isso faz com que os animais se arrependam, e vão para a cidade à procura de Chantecler, pois o sol não havia brilhado mais após sua partida.

## Personagens principais
- Chantecler ("Chanticleer") - É um galo, que vive em uma fazenda com muitos outros animais, que gostam dele e de sua música. Seu principal inimigo é um mocho feiticeiro chamado o "Grão-Duque", junto com a gangue de mochos (ou corujas) que o servem. Durante o filme, Chantecler conhece uma faisoa chamada Goldie, que se torna sua namorada. Ele é uma caricatura de Elvis Presley. É dublado pelo cantor Glen Campbell.
- Pinky a Raposa ("Pinky Fox") - Ele é uma raposa obesa, que se torna empresário de Chantecler quando este vai para a cidade. Durante o filme é descoberto que ele é aliado do Grão-Duque. Dublado por Sorrell Booke.
- Goldie Faisoa ("Goldie Pheasant") - Ela é uma "faisoa" (ou faisão fêmea), e também é uma caricatura da atriz e cantora Olivia Newton-John. Goldie é uma cantora, e também trabalha como artista contratada de Pinky a raposa. No início, ela parecia não gostar de Chantecler por ele ter roubado seu público, Goldie deveria apenas fingir que estava apaixonada por ele, por ordens de Pinky, mas quando ela o conhece melhor acaba gostando dele de verdade. Dublada por Ellen Greene.
- O Grão-Duque dos Mochos ou apenas O Duque ("The Grand Duke of Owls") - É um mocho feiticeiro que odeia a claridade e a luz do sol, e despreza Chantecler. É ele que transforma o garoto Edmundo em um gato, e o manda para dentro da história do livro. O Duque tem um sobrinho (do qual ele não gosta muito) chamado "Miúdo", que sempre o chama de "Tio Duquinho", deixando-o irritado. Ele é uma caricatura de Joseph McCarthy. Dublado por Christopher Plummer.
- Miúdo ("Hunch") - O sobrinho do Grão-Duque, ele é uma pequena e atrapalhada coruja, e sempre é mandado pelo tio para fazer algum tipo de "trabalho sujo". Apesar de ser bem pequeno, ele é extremamente agressivo, mas tem também um comportamento infantil as vezes, sempre chamando seu tio de "Tio Duquinho". Miúdo adora fazer rimas com a palavra "aniquilação", e tem o costume de ficar cantarolando a "Cavalgada das Valquírias". Ele é uma caricatura de Joe Foss. Dublado por Charles Nelson Reilly.
- Edmundo ("Edmond") - Ele é o filho dos donos da fazenda, que é transformado em um gato pelo Grão-Duque. É ele também um dos que organizaram uma busca pela cidade, à procura de Chantecler. Seu nome é homenagem ao autor da peça Chantecler,  Edmond Rostand. É interpretado e dublado por Toby Scott Ganger.
- Patou ("Patou") - É um beagle marron, ele também vai junto com Edmundo à cidade, em busca de Chantecler. Patou não sabe amarrar seus sapatos (que ele usa para proteger seus pés, que têm calos), mas graças a Edmundo, ele acaba aprendendo ao final do filme. É dublado por Phil Harris, em seu último papel.
- Boa-Vida ("Snipes") - É um pássaro pega-rabilonga. Ele viaja junto de Edmundo, Patou, e Xereta para a cidade em uma caixa de brinquedos, que boiava sobre a água da enchente, mas Boa-Vida os acompanha mais por interesse em conhecer a cidade, do que ajudar seus amigos. Ele sofre de claustrofobia, o que acaba se tornando um problema quando estão dentro da caixa de madeira, boiando na água, e ele começa a bicar buracos na caixa tentando fugir. Boa-Vida também está sempre provocando, e discutindo com a rata Xereta.
- Xereta ("Peepers") - É uma rata do campo. Por ser uma rata, inicialmente ela fica com medo de Edmundo, que estava transformado em gato, mas o menino sempre tenta a convencer de que antes era um humano. Ela usa um pár de óculos bem redondos, e está constantemente discutindo com Boa-Vida.
- Lombinho o Porquinho ("Stuey the Pig") - Um porco que está sempre assustado. Em quanto Edmundo, Boa-Vida, Patou, e Xereta vão para a cidade, ele fica para trás, vigiando a fazenda contra os mochos. Ele quase foi devorado pelo Grão-Duque, mas foi salvo quando o grupo de animais retornou com Chantecler, em um helicóptero que acendeu um farol de luz forte sobre o Grão-Duque, o assustando.